# Kagerplassen

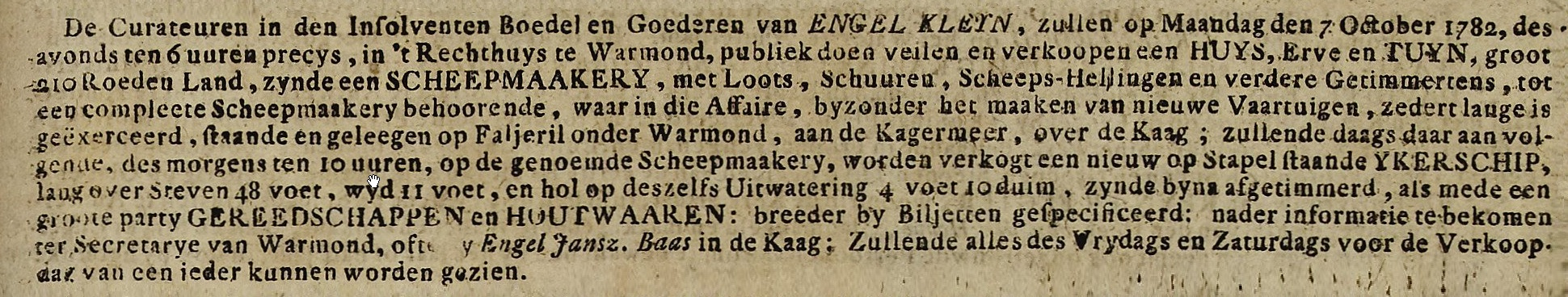
Een advertentie in de Leydse Courant van 30 september 1782, waarin de veiling van een scheepswerf op het eiland Faljeril wordt aangekondigd.

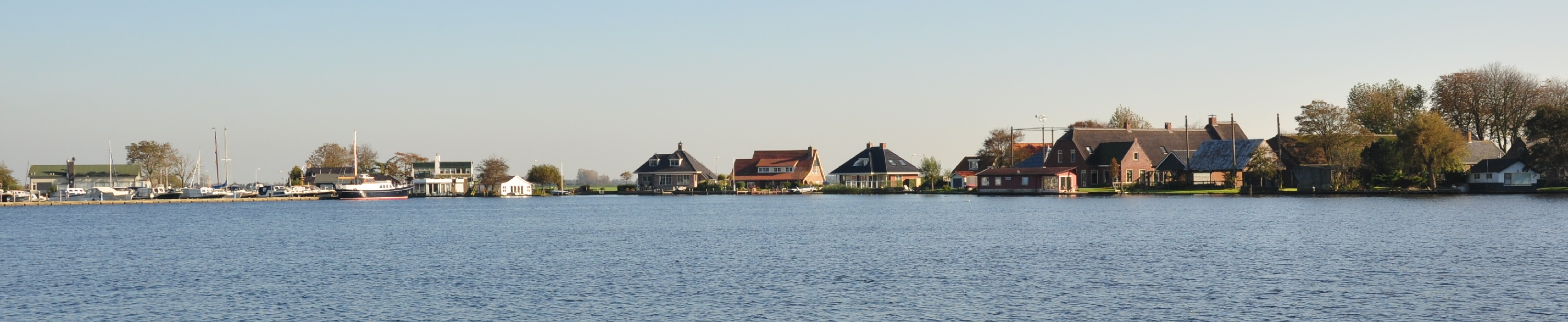
Het Vennemeer

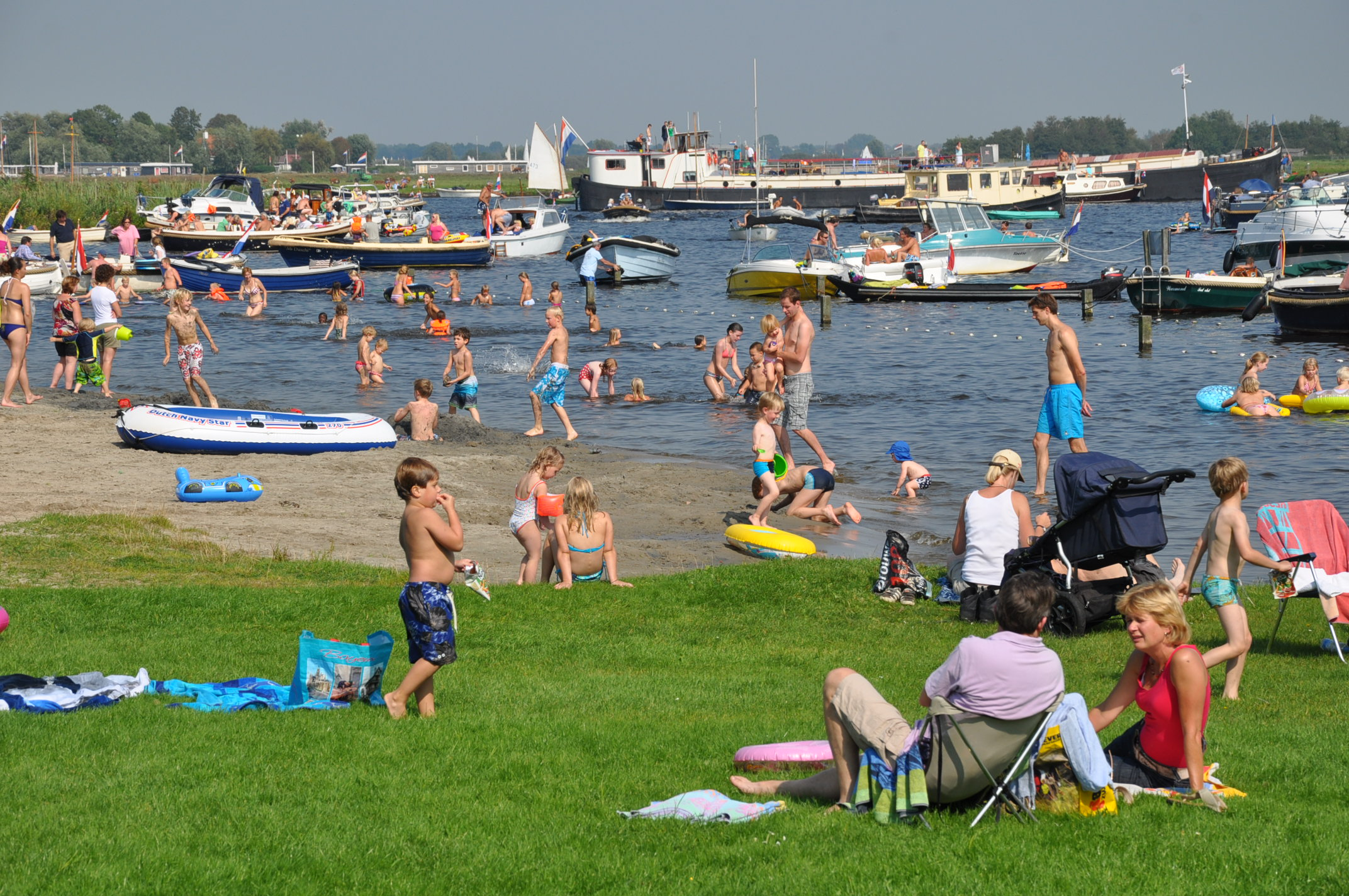
Recreatiestrand op Koudenhoorn

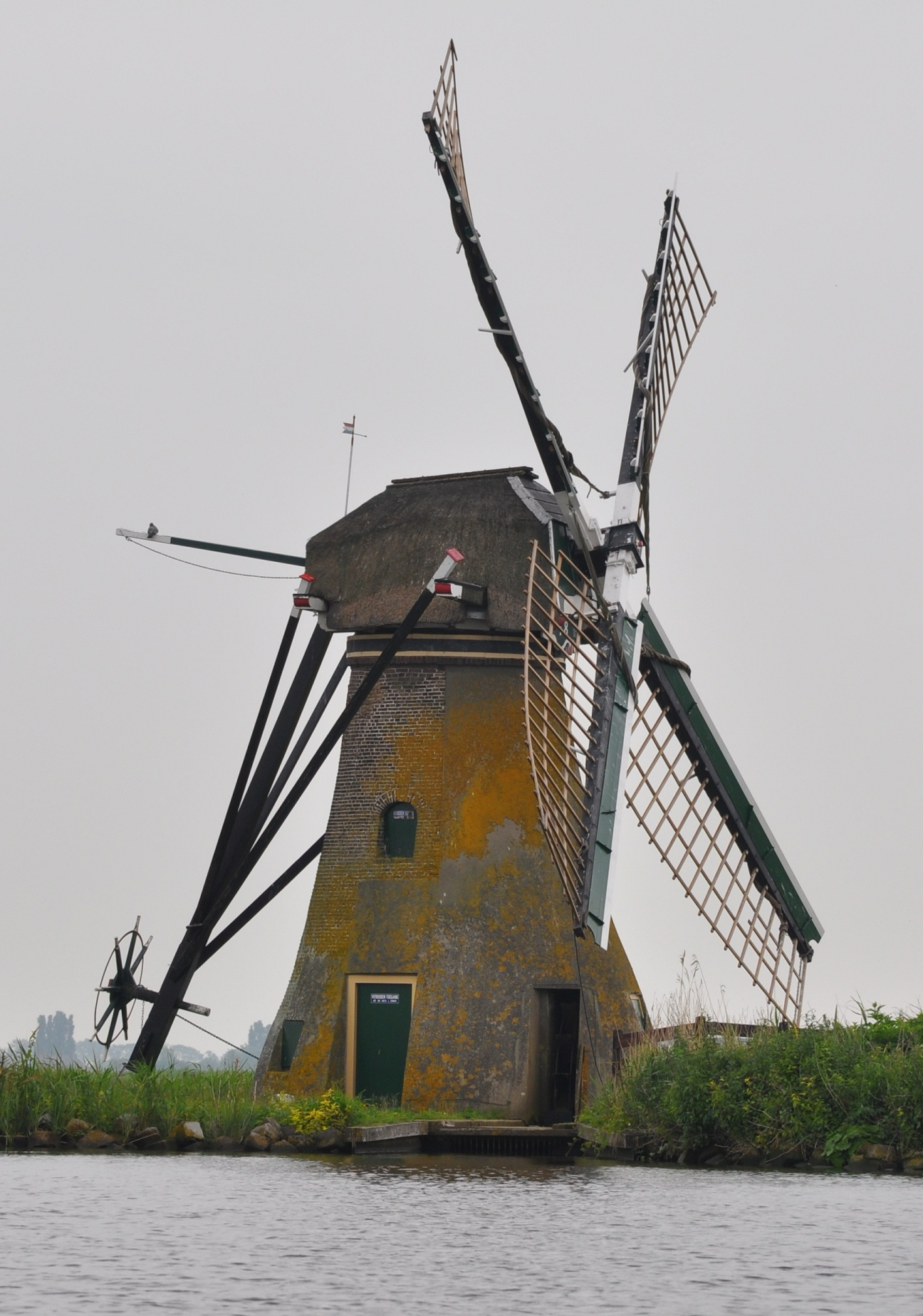
Molen 'De Kok' op het eiland Kogjespolder

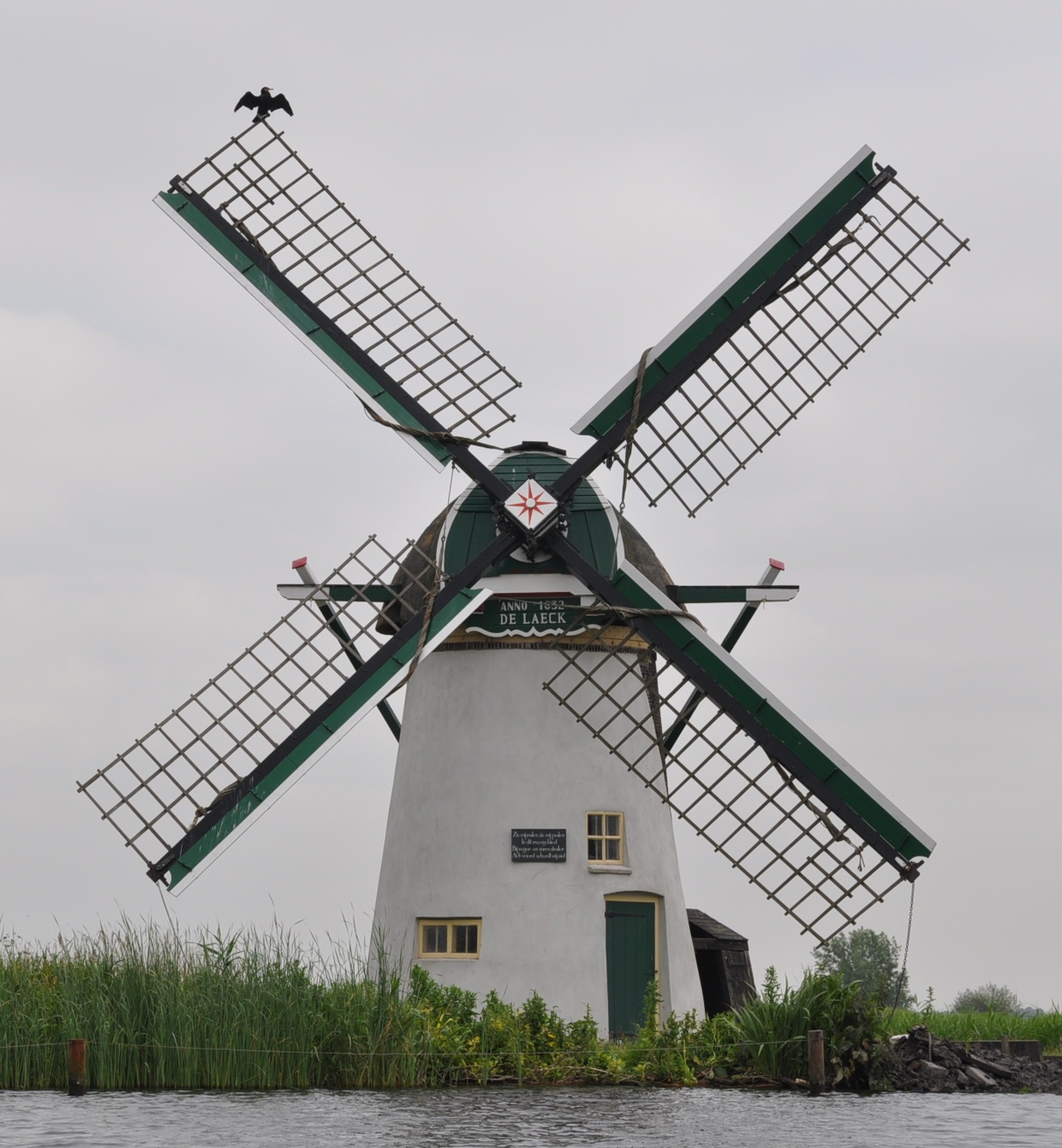
De Laakmolen op het eiland Lakerpolder

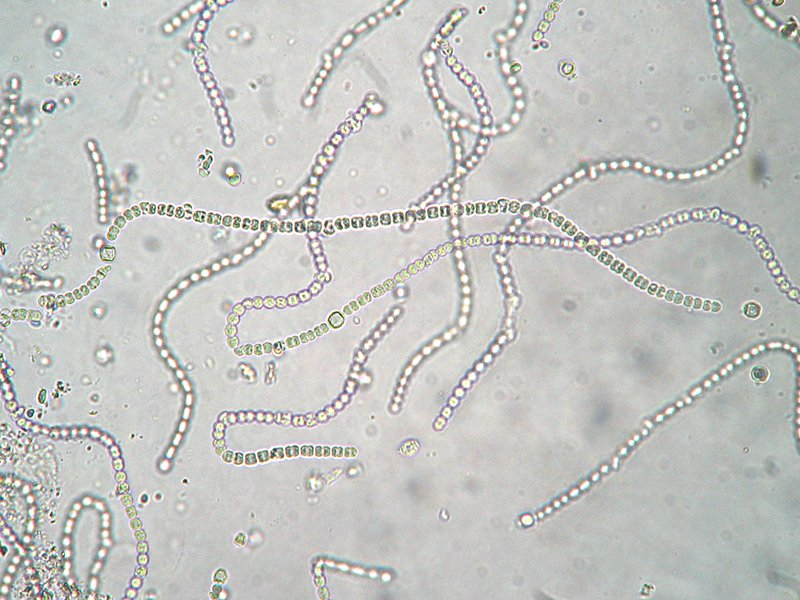
blauwalgen

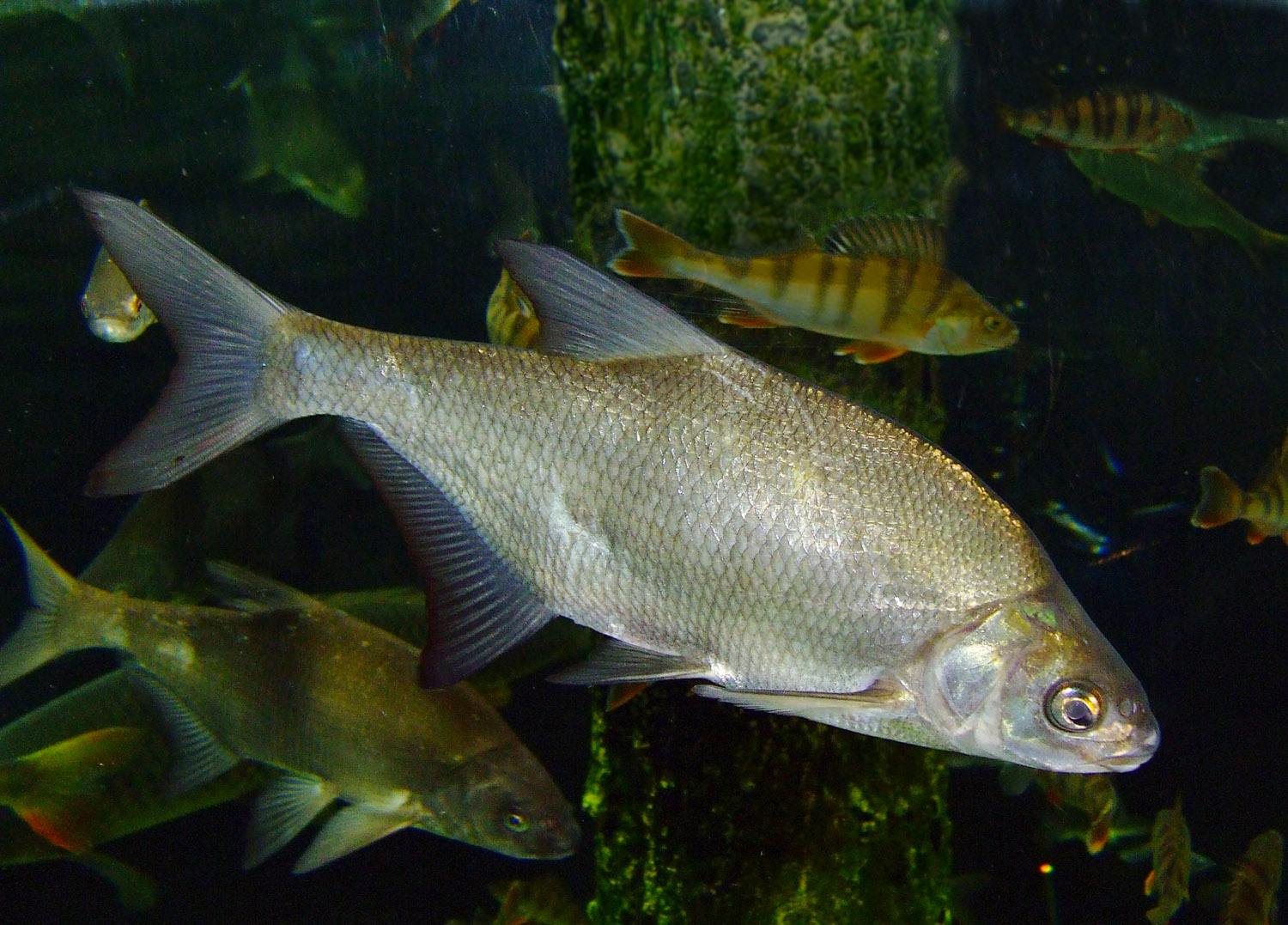
Bijna 70% van de vis in de Kagerplassen (in termen van gewicht) bestaat uit Brasem, Abramis brama.

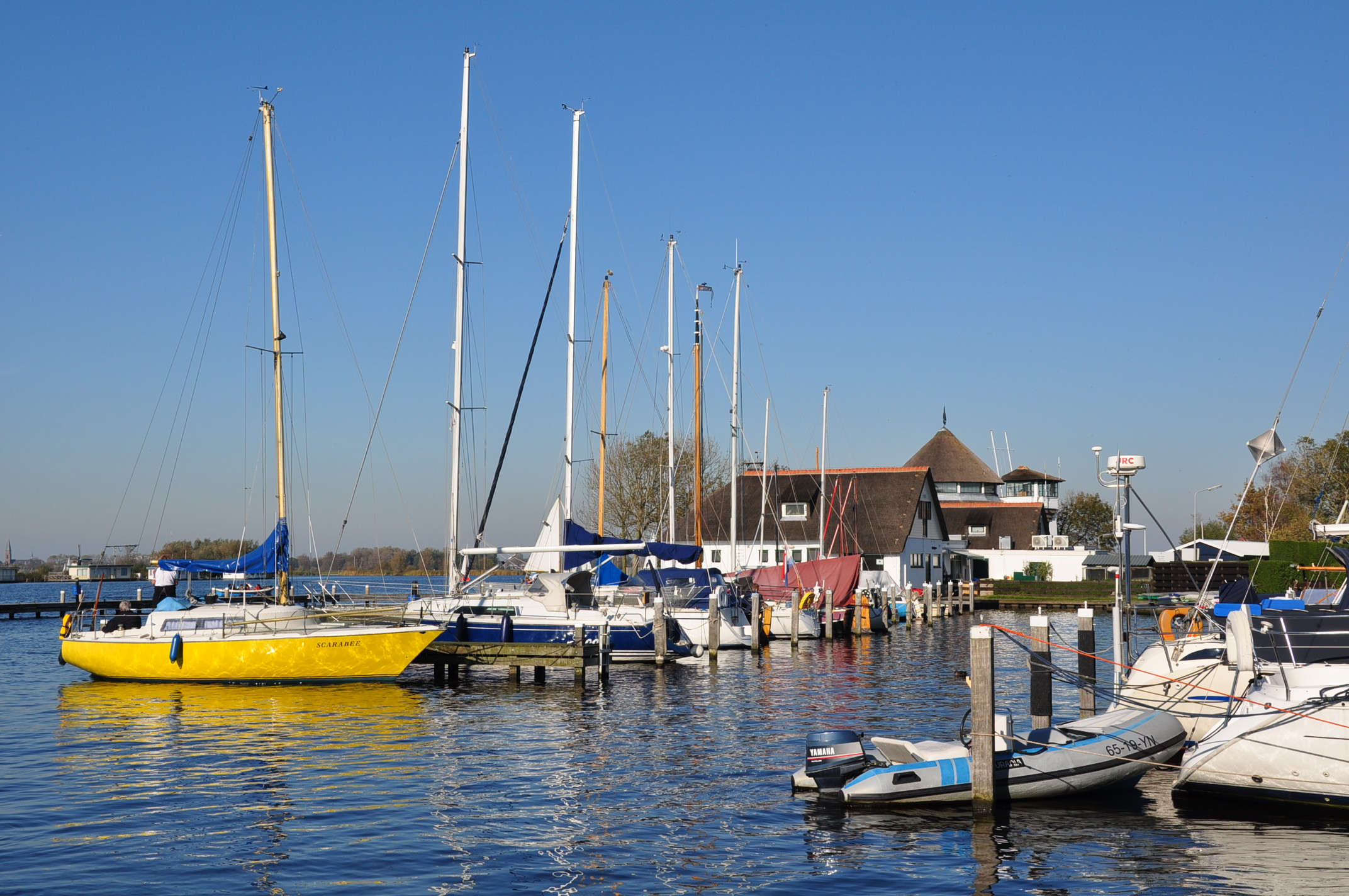
Kaagsociëteit met jachthaventje

De Kagerplassen is een stelsel van veenplassen in het noorden van de Nederlandse provincie Zuid-Holland, dat als recreatiegebied en als visgrond wordt gebruikt. De plassen liggen tussen Warmond, Oud Ade, de Haarlemmermeer en Sassenheim, grotendeels in de gemeente Teylingen. De plassen worden omzoomd door een netwerk van kleine rietsloten en vaarten en maken deel uit van het Hollands-Utrechts veenweidegebied. Er liggen veel en relatief grote eilanden in – en tussen – de plassen.

## De plassen
De Kagerplassen vormen een langgerekt stelsel van ondiepe veenplassen dat zich in een ZW-NO richting uitstrekt tussen de Merenwijk in Leiden en de zuidpunt van de Haarlemmermeer. Van zuidwest naar noordoost liggen er de volgende plassen: 't Joppe, de Spriet, de Laeck, de Warckerleede, Zweiland (de grootste plas), het Norremeer, de Eijmerspoel, de Dieperpoel (de meest noordelijke plas), Spijkerboor en Kever (de meest oostelijke grote plas). Ook de vijf kleine plassen ten oosten en zuiden van de hoofdplassen worden nog tot de Kagerplassen gerekend. Het gaat om Sever, de Koppoel, de Kiekpoel of Kleipoel, de veraf gelegen Hanepoel en het Vennemeer. De plassen hebben een gezamenlijke oppervlakte van 250 ha. (excl. 't Joppe). Ze vormen een onderdeel van het boezemstelsel binnen het Hoogheemraadschap van Rijnland en hebben een belangrijke functie bij het bergen en doorvoeren van water. Na de veenontginning zijn de plassen door afkalving en erosie langzaam groter geworden. Ze hebben een gemiddelde diepte van 3,4 m. Het Zweiland is op sommige plaatsen 12 à 13 m diep; hier heeft rond 1960 namelijk zandwinning plaatsgevonden. Het waterpeil in de Kagerplassen ligt hoger dan het maaiveld van het omringende polderland.
't Joppe (93 ha.) is de enige niet-natuurlijke plas. Deze plas ontstond door de behoefte van Leiden aan zand. Reeds in het zogenaamde "Leidse Merenplan" van 1949 ontvouwde Leiden zijn ideeën voor zandafgravingen in de polders ten noorden van de stad en werden al stilzwijgend gronden en boerderijen opgekocht. Het zou evenwel nog zo'n 25 jaar duren: pas midden jaren 70 ontstond 't Joppe door de afgraving van het middelste deel van de Zwanburgerpolder voor zandwinning; de restanten van deze polder werden tot drie eilanden: de grootste daarvan heet nog steeds de Zwanburgerpolder (100 ha); de andere twee eilanden kregen de namen Koudenhoorn en De Strengen. Er vindt nog steeds zandwinning plaats in 't Joppe en deze plas is dan ook veel dieper: gemiddeld 13 m met een maximale diepte van 39 à 42 m. De oevers van 't Joppe zijn zeer steil. Daardoor is er ook een groot ecologisch verschil tussen 't Joppe en de andere plassen. Het watervolume van 't Joppe is even groot als dat van alle andere plassen tezamen (beiden ongeveer 12 miljoen m3). Vanwege al deze omstandigheden wordt 't Joppe niet altijd tot de Kagerplassen gerekend.
De Kagerplassen zijn via de rivier de Zijl verbonden met de Oude Rijn in Leiden.

## Eilanden
De minstens tien eilanden in de Kagerplassen geven de plassen een zeer lange oeverlijn in verhouding tot het beperkte wateroppervlakte. Van Zuidwest naar noordoost liggen er vijf relatief grote eilanden in de plassen. Dit zijn achtereenvolgens Koudenhoorn, de Zwanburgerpolder (soms Zwanenburgerpolder genoemd), de Lakerpolder, de Tuinder- of Kogjespolder en Kagereiland. Het niveau van deze poldereilanden ligt lager dan het waterpeil in de omringende plassen. In het zuiden ligt voorts nog het kleinere eiland De Strengen. In het noorden, ten westen van het Kagereiland liggen Vogelskamp en Faljeril. In het oosten ten slotte, tussen Kever en Sever, ligt het eiland Oude Kooi. Aangezien het Kagereiland slechts door de Ringvaart van de Haarlemmermeerpolder is gescheiden van het vasteland, zou men ook de Aderpolder en de Buurterpolder als eilanden in de plassen kunnen beschouwen. Deze twee poldereilanden liggen in het noordoosten van de plassen, tussen de genoemde Ringvaart, Kever en de Ade. Deze beide polders zijn bewoond en zijn slechts met pontjes bereikbaar.
Naast de Aderpolder en Buurterpolder zijn ten minste nog twee eilanden permanent bewoond: het Kagereiland en de Zwanburgerpolder. Op Kagereiland ligt het dorp Kaag; op de Zwanburgerpolder de kaasboerderij "De Eenzaamheid". De boerderij op de Kogjespolder was in elk geval t/m januari 1997 permanent nog bewoond. De huidige bewoningsstatus (2012) is onduidelijk.
Op het kleine eiland Faljeril (ook wel Fayerel of Faljerel) bevinden zich enkele recreatiewoningen. Tijdens het beleg van Leiden (1573-74) zijn hier Spaanse verdedigingswerken gebouwd en in de 18e eeuw was er een scheepswerf. Op 29 oktober 1935 werd het gehele eiland geveild; het bracht 2785 gulden op. De Lakerpolder en de Kogjespolder worden beheerd door Staatsbosbeheer. Op beide eilanden staat een molen; de Laakmolen resp. molen 'De Kok'. Beide molens zijn Rijksmonumenten. Ook op Faljeril, de Zwanburgerpolder, het Kagereiland, de Aderpolder en de Buurterpolder staan molens.
Het eiland Vogelskamp (of: Vogelscamp) ligt vlak tegen het dorp Kaag. Het eiland werd ook wel Lombok genoemd. Het is zeer klein (2450 m2) en heeft momenteel een woonbestemming.
Koudenhoorn ligt aan 't Joppe in Warmond in het uiterste zuidwesten van de plassen en was een deel van de Zwanburgerpolder totdat 't Joppe werd gegraven. De (voormalige) gemeente Warmond wilde Koudenhoorn bestemmen voor woningbouw, maar een Koninklijk Besluit in 1972 hield dit tegen. Het kreeg toen een recreatie-bestemming. Koudenhoorn beschikt over passantenhavens, een strandje en een kiosk en is via een voetgangersbrug over de Leede verbonden met Warmond.
Het eiland De Strengen en zijn lange noordelijke uitloper Tengnagel zijn een natuurgebied en vormen een deel van het provinciale recreatiegebied Kagerzoom (zie hieronder). De Strengen is met een fietsbrug verbonden met het vasteland. Er is een zwemgelegenheid/recreatiestrandje.
Het Boterhuiseiland wordt vaak beschouwd als een eiland in de plassen maar strikt genomen is dit niet juist; het ligt in de rivier de Zijl, net voordat deze uitmondt in de plassen. Op dit eiland bevindt zich het Zeeverkennerscentrum Kagerplassen. Net als Koudenhoorn en De Strengen was het Boterhuiseiland vroeger een deel van de Zwanburgerpolder. Het ontstond evenwel niet bij de afgraving van 't Joppe maar ca. 40 jaar eerder, toen bij het kanaliseren van de Zijl een bocht werd afgesneden.

## Waterkwaliteit en ecologie
De waterkwaliteit van de Kagerplassen is laag. Omdat de plassen deel uitmaken van het boezemstelsel en er een constante doorstroming is heeft het water een korte verblijftijd. Daardoor is de gemiddelde chlorofylconcentratie, ondanks de constante aanvoer van nutriënten vanuit de boezem en het omliggende veengebied, niet al te hoog. Desondanks zijn er periodiek voor blauwalgen toch flinke groeipieken gemeten, die op kleine schaal tot drijflagen kunnen leiden. In periode 2000-2005 werd voldaan aan zwemwaternorm, maar in 2003 werd een negatief zwemadvies afgegeven vanwege gezondheidsklachten en verslechterde waterkwaliteit. De waterplanten scoren eveneens slecht. Slechts 20% van de oevers is bedekt met oeverplanten; als bescherming tegen golfslag door scheepvaart zijn veel oevers hard gemaakt met beschoeiing of door stortsteen. Ook is slechts 4% van het wateroppervlak bedekt met drijfbladplanten; ondergedoken waterplanten ontbreken geheel in het systeem. Het water lijkt voor deze soortgroepen te troebel door de opwerveling van slib (onder andere door brasems, wind en scheepvaart) en door de aanwezige algen. Ook de zachte bodem bemoeilijkt de vestiging van waterplanten.
Op jaarbasis komt er 11.000 ton chloride in de Kagerplassen, plus 500 ton stikstof en 64 ton fosfaat. Er werden tussen 2000-2005 twintig bestrijdingsmiddelen in het water gevonden; twee daarvan overschreden veelvoudig de MTR-norm (Maximaal Toelaatbaar Risico): dichloorvos en heptachloor. Ook fosfaat, stikstof, koper en nikkel zijn probleemstoffen en overschrijden de MTR-norm volgens een rapport van het Hoogheemraadschap Rijnland uit 2007. Het koper en nikkel is voornamelijk afkomstig van de zogenaamde anti-aanslagverf die gebruikt wordt in de scheepvaart. Het overgrote deel van de stikstof, fosfaat en chloride wordt aangevoerd via het boezemwater, 'gebiedsvreemd water'. De grote rol van gebiedsvreemd water in de plassen bemoeilijkt de verbetering van de waterkwaliteit aanzienlijk. Niettemin is men de laatste jaren begonnen met de aanleg van onderwatertaluds (met name aan de luwe zijden van de plassen) en het zo veel mogelijk natuurvriendelijk inrichten van de oevers. De aanleg van natuurvriendelijke oevers door het creëren van een geleidelijke overgang tussen water en land vergroot de mogelijkheden voor de ontwikkeling van water- en oeverplanten. Hierdoor ontstaan er ook meer leefmogelijkheden voor macrofauna en vissen. Doordat de waterplanten ook nutriënten vastleggen wordt ook de concentratie voedingsstoffen in het water lager wat de overmatige groei van algen en kroos beperkt. Daarnaast remmen waterplanten ook de opwerveling van zwevend stof van de bodem en bevorderen ze het uitzakken van dit stof naar de bodem. Het water in de oeverzones wordt hierdoor helderder. Dit is vervolgens weer gunstig voor de groei van waterplanten, maar indirect ook voor de macrofauna en vissen.
Ook zouden delen van de plassen gecompartimenteerd kunnen worden om meer gebiedseigen water te krijgen. Zo'n maatregel noemt men hydrologisch isoleren. Daardoor krijgen natuurlijke afbraak- en verliesprocessen zoals mineralisatie en sedimentatie meer kans om de nutriëntenconcentraties te verlagen en het water helderder te maken.
De problemen in 't Joppe zijn sterk vergelijkbaar met die in de overige plassen. Ook 't Joppe maakt immers deel uit van het boezemsysteem en bijna al het water is 'gebiedsvreemd'. Door 't Joppe stroomt op jaarbasis 3500 ton chloride, 149 ton stikstof en 41 ton fosfaat. Fosfaat, stikstof en koper overschrijden de maximale norm (2007).

## Fauna
In de Kagerplassen zit ca. 215 kg vis/ha hetgeen een normale waarde is voor een Nederlands meer. Brasem is de meest dominante soort met een gewichtsaandeel van 69%, verder zijn ook snoekbaars (10%) en karper (6%) goed vertegenwoordigd. In aantallen worden voornamelijk pos (54%), brasem (30%) en baars (9%) aangetroffen.
In de diepe plas 't Joppe zijn de ecologische omstandigheden anders. Door de zeer steile oevers zijn er nauwelijks oeverplanten of andere (ondergedoken) waterplanten en zit er minder vis: ca.98 kg/ha. Ook hier is Brasem de dominante soort. Er zit ook veel paling (10 gewichts%).
Voor een beschrijving van de fauna van ongewervelde dieren in de plassen (zoals sponzen, poliepen, platwormen, bloedzuigers, weekdieren –bijvoorbeeld zoetwatermossels–, pissebedden, vlokreeftjes, aasgarnalen, waterspinnen, insecten, ed.) zie hier. Dit artikel uit 1975 beschrijft ook de kikkers van de Kagerplassen en de gevolgen van menselijk ingrijpen op de fauna, zoals door het uitdiepen van de plassen, eutrofiëring, puinstorting en oeverwerken. Een nog uitgebreidere beschrijving van de insecten van de Kagerplassen staat hier (uit 1927).

## Watersport en andere recreatie
De Kagerplassen is het oudste watersportgebied van Nederland. Van hieruit is de watersport in Nederland tot ontwikkeling gekomen. Verschillende evenementen, zoals de Kaagweek, de Turf- en Strontrace en de Schippertjesdagen getuigen van goede tradities. Al in de jaren 1930 kon het er op mooie zomerdagen zeer vol zijn. De Kagerplassen zijn dan ook zeer geschikt voor bijna alle vormen van watersport. In het hoogseizoen worden door de diverse zeilverenigingen regelmatig wedstrijden georganiseerd op de plassen. Ook voor motorvaartuigen bieden de Kagerplassen vele mogelijkheden. Zo zijn de Westeinderplassen en het Braassemermeer van hieruit eenvoudig te bereiken. De Kagerplassen zijn de thuisbasis voor vele zeilscholen en watersportverenigingen.

KWV "de Kaag" heeft een grote rol gespeeld bij de ontwikkeling van het watertoerisme rond de plassen en trad al in de jaren 1960 op als 'pressiegroep'. In 1964 bijvoorbeeld stelde de vereniging een eigen "Recreatienota Kagerplassen" op ten behoeve van de lokale autoriteiten. Dat was in die tijd ongebruikelijk en het gemeentebestuur van Warmond reageerde aanvankelijk mondjesmaat op dat soort signalen: "Het komt b. en w. voor, dat een reageren op uitlatingen van pressie groepen dan ook niet tot de bestuurlijke gewoonten in den lande behoort." Over het algemeen was de inzet van de Vereniging conservatief: tegen campings, tegen rijwielpaden langs de plassen, feitelijk tegen elke vorm van recreatie die in haar ogen afbreuk zou kunnen doen aan de "recreatierechten van watersporters op de Kagerplassen".

Ongeacht de rol van KWV "De Kaag" bij het recreatiebeleid rond de plassen bestaat er geen twijfel over dat het recreatieaanbod tot op de dag van vandaag eenzijdig is. De oevers van de plassen zijn nog steeds slecht bereikbaar voor niet-watersporters, al is daar de laatste jaren enige verbetering in gekomen. Zo zijn er recreatiestrandjes aangelegd op Koudenhoorn, de Strengen en aan de Kiekpoel. Wie evenwel een rondje om het plassengebied wil fietsen rijdt van de 24,5 km nog niet één km langs het water. Voor wandelaars is de situatie niet veel beter. Wel zijn er hier en daar doodlopende wegen en paden naar de oevers, zoals de Zijldijk, bij Zevenhuizen en in de dorpen Kaag en Warmond. Het feit dat veel oevers in privé-eigendom zijn is mede debet aan deze situatie.
De oudste zeilschool is 't Vossenhol, opgericht in 1947 en gelegen in Warmond aan de Dieperpoel. In 1952 werd op het Kagereiland zeilschool De Kaag opgericht. Naar schatting zijn er rond de Kagerplassen ongeveer 4100 ligplaatsen in jachthavens, waarvan ongeveer 1800 in de gemeente Teylingen.
Op de Kagerplassen geldt, zoals op de meeste plassen, een snelvaarverbod. Dit betekent dat er op de plas niet sneller gevaren mag worden dan 12 km/u en op sommige plaatsen maar 6 km/u. De Dieperpoel en het Norremeer zijn evenwel door de gemeente Teylingen aangewezen als snelvaargebied waar men, mits in het bezit van een ontheffing, mag snelvaren en waterskiën c.q. boarden. Voor particulieren zijn er ontheffingen beschikbaar. Deze zijn te verkrijgen bij de gemeente Teylingen, zowel via internet als aan de balie. In de Hanepoel en in sommige van de omringende sloten en vaarten geldt een verbod op gemotoriseerde vaart.

## Provinciale recreatiegebieden
In en rond de plassen liggen twee zogenaamde provinciale recreatiegebieden die eigendom zijn van de provincie Zuid-Holland: Kagerzoom en Alkemade Kevereiland. Kagerzoom ligt aan de zuidrand van het plassengebied en bestaat uit de Broek- en Simontjespolder, het eiland De Strengen en zijn lange schiereiland Tengnagel. In de genoemde polder ligt een golfbaan. De Strengen is een eiland met rietkragen en moerasgebiedjes en een zwemstrandje aan 't Joppe met speel- en ligweiden. Tengnagel heeft aanlegsteigers voor de recreatievaart. Kagerzoom is vrij toegankelijk, met uitzondering van de golfbaan. Over het Alkemade Kevereiland verschaft de provincie geen informatie.

## Veerponten
Er zijn vijf veerponten in en rond de Kagerplassen aanwezig.
1. Het dorp Kaag is met een autoveer 24 uur/dag verbonden met het dorp Buitenkaag op het vasteland in de Haarlemmermeerpolder.
2. Tussen Kaag en Zevenhuizen vaart in de zomermaanden een fiets- en voetveer (juni, juli en augustus: 10-18 uur, mei en september: za-zo 10-18 uur).[21]
3. Vanaf het einde van de doodlopende Zijldijk in Warmond is er een voetpontje over de Zijp naar de Kaagsociëteit (geen fietsen).
4. Van de Broek- en Simontjespolder in Warmond (vlak bij de Merenwijk in Leiden) vaart een voet- en fietspontje over de Zijl naar de Zijldijk in Warmond (maart za-zo 10-18 uur; april-september di-vrij 12-18 uur; za-zo 10-18 uur).
5. Vanuit het recreatieëiland Koudenhoorn (Warmond) vaart de salonboot "de heere Schouten" als voetgangersveer naar de Zwanburgerpolder en Tengnagel v.v. (niet voor fietsen, honden, rolstoelen).[22]